# Chauvincourt-Provemont
Chauvincourt-Provemont é uma comuna francesa na região administrativa da Normandia, no departamento de Eure. Estende-se por uma área de 10,78 km². Em 2010 a comuna tinha 373 habitantes (densidade: 34,6 hab./km²).